# Bo Lindman
Bo Sigfrid Gabriel Lindman (Stockholm, 8 februari 1899 - Solna, 30 juli 1992) was een Zweeds modern vijfkamper en schermer.

## Biografie
Lindman werd in 1924 olympisch kampioen moderne vijfkamp en bij de volgende twee spelen moest hij genoegen nemen met de zilveren medaille. In 1932 nam hij ook deel aan het schermen. In 1928, 1932 en 1936 was Lindman de Zweedse vlaggendrager tijdens de openingsceremonie van de Olympische Zomerspelen.
Lindman werd in 1949 penningmeester van de Union internationale de pentathlon moderne.

## Belangrijkste resultaten

### Olympische Zomerspelen
| Jaar | Plaats      | Discipline       | Onderdeel   | Resultaat      |
| ---- | ----------- | ---------------- | ----------- | -------------- |
| 1924 | Parijs      | moderne vijfkamp | individueel | Goud           |
| 1928 | Amsterdam   | moderne vijfkamp | individueel | Zilver         |
| 1932 | Los Angeles | moderne vijfkamp | individueel | Zilver         |
| 1932 | Los Angeles | schermen         | degen       | 1e ronde poule |

- LIBRIS: 270717
- Virtual International Authority File: 22123056

1912: Gösta Lilliehöök ·
1920: Gustaf Dyrssen ·
1924: Bo Lindman ·
1928: Sven Thofelt ·
1932: Johan Oxenstierna ·
1936: Gotthard Handrick ·
1948: William Grut ·
1952: Lars Hall
1956: Lars Hall ·
1960: Ferenc Németh ·
1964: Ferenc Török ·
1968: Björn Ferm ·
1972: András Balczó ·
1976: Janusz Pyciak-Peciak ·
1980: Anatoli Starostin ·
1984: Daniele Masala ·
1988: János Martinek ·
1992: Arkadiusz Skrzypaszek  ·
1996: Aleksandr Parygin ·
2000: Dmitri Svatkovski ·
2004: Andrej Moisejev ·
2008: Andrej Moisejev ·
2012: David Svoboda ·
2016: Aleksandr Lesoen ·
2020: Joe Choong ·
2024: Ahmed El-Gendy